# Галац (станція)
Галац — головна залізнична станція в однойменному румунському місті. Слугує вузлом «700»-х магістралей Румунських залізниць і для усіх пасажирських потягів є кінцевою.

## Історія
Залізнична станція була побудована 1877 року у складі дільниці Бендери II — Басарабяска — Галац Південно-Західних залізниць Російської імперії.
Дільниця Галац — Джурджулешти для Румунії є ширококолійною (1520 мм), історично обслуговувала сучасний «АрселорМіттал Галац» і є продовженням залізниці, яка частково проходить територією Одещини через станції Болград і Рені.
Навесні 2022 року стало відомо, що вантажне сполучення з Молдовою і Україною зі станції можуть відновити: ремонт залізниці дозволить транзит українських вантажів до/з портів Подунав'я.

## Сполучення
- Бирлад
- Брашов
- Бухарест-Північний (через Плоєшті-Південну)
- Констанца
- Клуж-Напока
- Ясси